# Campionato europeo femminile di pallavolo
Il campionato europeo femminile di pallavolo è una competizione pallavolistica per squadre nazionali europee femminili, organizzata con cadenza biennale dalla CEV.

## Edizioni
| Edizione      | Edizione                             | Podio            | Podio            | Podio          |
| Anno          | Organizzatore                        | Campione         | Seconda          | Terza          |
| ------------- | ------------------------------------ | ---------------- | ---------------- | -------------- |
| 1949 Dettagli | Cecoslovacchia                       | Unione Sovietica | Cecoslovacchia   | Polonia        |
| 1950 Dettagli | Bulgaria                             | Unione Sovietica | Polonia          | Cecoslovacchia |
| 1951 Dettagli | Francia                              | Unione Sovietica | Polonia          | Jugoslavia     |
| 1955 Dettagli | Romania                              | Cecoslovacchia   | Unione Sovietica | Polonia        |
| 1958 Dettagli | Cecoslovacchia                       | Unione Sovietica | Cecoslovacchia   | Polonia        |
| 1963 Dettagli | Romania                              | Unione Sovietica | Polonia          | Romania        |
| 1967 Dettagli | Turchia                              | Unione Sovietica | Polonia          | Cecoslovacchia |
| 1971 Dettagli | Italia                               | Unione Sovietica | Cecoslovacchia   | Polonia        |
| 1975 Dettagli | Jugoslavia                           | Unione Sovietica | Ungheria         | Germania Est   |
| 1977 Dettagli | Finlandia                            | Unione Sovietica | Germania Est     | Ungheria       |
| 1979 Dettagli | Francia                              | Unione Sovietica | Germania Est     | Bulgaria       |
| 1981 Dettagli | Bulgaria                             | Bulgaria         | Unione Sovietica | Ungheria       |
| 1983 Dettagli | Germania Est                         | Germania Est     | Unione Sovietica | Ungheria       |
| 1985 Dettagli | Paesi Bassi                          | Unione Sovietica | Germania Est     | Paesi Bassi    |
| 1987 Dettagli | Belgio                               | Germania Est     | Unione Sovietica | Cecoslovacchia |
| 1989 Dettagli | Germania Ovest                       | Unione Sovietica | Germania Est     | Italia         |
| 1991 Dettagli | Italia                               | Unione Sovietica | Paesi Bassi      | Germania       |
| 1993 Dettagli | Rep. Ceca                            | Russia           | Cecoslovacchia   | Ucraina        |
| 1995 Dettagli | Paesi Bassi                          | Paesi Bassi      | Croazia          | Russia         |
| 1997 Dettagli | Rep. Ceca                            | Russia           | Croazia          | Rep. Ceca      |
| 1999 Dettagli | Italia                               | Russia           | Croazia          | Italia         |
| 2001 Dettagli | Bulgaria                             | Russia           | Italia           | Bulgaria       |
| 2003 Dettagli | Turchia                              | Polonia          | Turchia          | Germania       |
| 2005 Dettagli | Croazia                              | Polonia          | Italia           | Russia         |
| 2007 Dettagli | Lussemburgo Belgio                   | Italia           | Serbia           | Russia         |
| 2009 Dettagli | Polonia                              | Italia           | Paesi Bassi      | Polonia        |
| 2011 Dettagli | Serbia Italia                        | Serbia           | Germania         | Turchia        |
| 2013 Dettagli | Germania Svizzera                    | Russia           | Germania         | Belgio         |
| 2015 Dettagli | Paesi Bassi Belgio                   | Russia           | Paesi Bassi      | Serbia         |
| 2017 Dettagli | Azerbaigian Georgia                  | Serbia           | Paesi Bassi      | Turchia        |
| 2019 Dettagli | Turchia Polonia Slovacchia Ungheria  | Serbia           | Turchia          | Italia         |
| 2021 Dettagli | Serbia Croazia Romania Bulgaria      | Italia           | Serbia           | Turchia        |
| 2023 Dettagli | Belgio Italia Estonia Germania       | Turchia          | Serbia           | Paesi Bassi    |
| 2026 Dettagli | Turchia Rep. Ceca Azerbaigian Svezia |                  |                  |                |

## Medagliere
| Pos. | Squadra          | 1º posto | 2º posto | 3º posto | Totale |
| ---- | ---------------- | -------- | -------- | -------- | ------ |
| 1    | Unione Sovietica | 13       | 4        | 0        | 17     |
| 2    | Russia           | 6        | 0        | 3        | 9      |
| 3    | Serbia           | 3        | 3        | 1        | 7      |
| 4    | Italia           | 3        | 2        | 3        | 8      |
| 5    | Polonia          | 2        | 4        | 5        | 11     |
| 6    | Germania Est     | 2        | 4        | 1        | 7      |
| 7    | Cecoslovacchia   | 1        | 4        | 3        | 8      |
| 8    | Paesi Bassi      | 1        | 4        | 2        | 7      |
| 9    | Turchia          | 1        | 2        | 3        | 6      |
| 10   | Bulgaria         | 1        | 0        | 2        | 3      |
| 11   | Croazia          | 0        | 3        | 0        | 3      |
| 12   | Germania         | 0        | 2        | 2        | 4      |
| 13   | Ungheria         | 0        | 1        | 3        | 4      |
| 14   | Belgio           | 0        | 0        | 1        | 1      |
| 14   | Jugoslavia       | 0        | 0        | 1        | 1      |
| 14   | Rep. Ceca        | 0        | 0        | 1        | 1      |
| 14   | Romania          | 0        | 0        | 1        | 1      |
| 14   | Ucraina          | 0        | 0        | 1        | 1      |